# Rechtsdienst der liechtensteinischen Regierung
Der Rechtsdienst der Regierung (RDR) im Fürstentum Liechtenstein ist eine Stabsstelle (Amtsstelle) im Sinne des liechtensteinischen Regierungs- und Verwaltungsorganisationsgesetzes (RVOG) und dem Ministerium für Präsidiales und Finanzen zugeordnet.
Der Rechtsdienst umfasst Juristen und nichtjuristische Sachbearbeiter und steht unter der Leitung eines Stabsstellenleiters.

## Aufgaben
Die Aufgaben des Rechtsdienstes sind in einer eigenen Verordnung festgelegt. Aufgaben des Rechtsdienstes sind:
- zur selbständigen Erledigung gemäß Art 2 Abs. 1 der Rechtsdienstverordnung:[3]

a) legistische Überprüfung von Rechtsvorschriften;
b) Herausgabe des Landesgesetzblattes;
c) Betreuung der Gesetzesdatenbank LILEX sowie Bereitstellung von konsolidierten Rechtsvorschriften und des dazu gehörigen systematischen Registers;
d) Ausschreibung von Landtagsbeschlüssen (Gesetze, Finanzbeschlüsse und Staatsverträge) zum Referendum;
e) Vorbereitung der Bereinigung der Anlagen zu den Verträgen mit der Schweiz (Zollvertrag, Währungsvertrag, Patentschutzvertrag, Vereinbarung betreffend Zivilluftfahrt und Vereinbarung über die Stempelabgaben);
f) Wahrnehmung der Interessen des Landes als Vertreter des öffentlichen Rechts nach Art. 15, 23 und 28 Abs. 2 des Unterhaltsvorschussgesetzes;
g) Ausbildung und Betreuung der Rechts- und Ferialpraktikanten des Rechtsdienstes der Regierung;
h) Betreuung der Regierungsbibliothek;
i) weitere Aufgaben, welche dem Rechtsdienst der Regierung durch Gesetz oder Verordnung übertragen werden.
- gemäß Art 2 Abs. 2 der Rechtsdienstverordnung (weisungsgebunden) im Auftrag des Regierungschefs oder der Regierung insbesondere:

a) Erstattung von Rechtsgutachten und Stellungnahmen sowie Bearbeitung von Entscheidungsentwürfen;
b) Rechtsberatung der Regierung und (seit 1. Juni 2013) formell auch der Regierungsmitglieder;
c) Erteilung von Rechtsauskünften an Amtsstellen und Kommissionen;
d) Ausarbeitung von Rechtsvorschriften, insbesondere Verordnungsentwürfe zur Durchsetzung internationaler Sanktionen.
Ursprünglich der Kollegialregierung zugeordnet, wurde der Rechtsdienst im Jahr 1998 dem Ressort Justiz unterstellt. Von 2003 bis zum 1. Juni 2013 war der RDR direkt dem Regierungschef unterstellt.